# Lefua echigonia
Lefua echigonia es una especie de peces de la familia Balitoridae en el orden de los Cypriniformes.

## Distribución geográfica
Se encuentran en Asia: el Japón.

## Hábitat
Es un pez de agua dulce y de clima templado.